# Lakshaphagus cerococci
Lakshaphagus cerococci is een vliesvleugelig insect uit de familie Encyrtidae. De wetenschappelijke naam is voor het eerst geldig gepubliceerd in 1996 door Xu & He.